# فرق الأمن (فيرماخت)
الفرق الأمنية أو فرق الأمن (الألمانية: Sicherungs-Divisionen ) وحدات عسكرية ألمانية في المنطقة الخلفية كانت تشارك في الحرب الأمنية النازية خلال الحرب العالمية الثانية.

## التاريخ والتنظيم
تم إنشاء فرق الأمن في الفيرماخت في بداية عام 1941 وكان الغرض منها أداء مهام الشرطة والأمن ومكافحة التمرد في الخطوط الخلفية للجيوش الميدانية الألمانية الرئيسية، تحت إشراف قيادة المنطقة الخلفية للجيش أو كوروك. لقد تم تنظيمهم من فرق نشأت في البداية في الموجة الثالثة من التعبئة، فرق لاندوير السابقة التي يديرها جنود الاحتياط في الخط الثاني.
نظرًا لأن فرق الأمن الخلفية لم تكن مجهزة جيدًا مثل قوات خط المواجهة (المقدمة)، فقد بدأت بعض الفرق كفرق مشاة ولكن بمجرد تكليفهم بالواجبات الأمنية في المنطقة الخلفية، تم إرسال أسلحتهم الثقيلة لاستخدامها من قبل قوات خط المواجهة. 
تم إلقاء العديد من فرق الأمن في الخطوط الأمامية خلال الهجمات السوفيتية الكبرى في عام 1944، مثل عملية باغراتيون حيث دمرت في هذه العملية. أعيد بناء بعضها وتنظيمها كفرق مشاة قياسية بسبب النقص المزمن في القوى العاملة في الفيرماخت في هذه الفترة. 

## قائمة أقسام الأمن
- فرقة الأمن 52
- فرقة الأمن 201
- فرقة الأمن 203
- فرقة الأمن 207
- فرقة الأمن 213
- فرقة الأمن 221
- فرقة الأمن 281
- فرقة الأمن 285
- فرقة الأمن 286
- فرقة الأمن 325
- فرقة الأمن 390
- فرقة الأمن 391
- فرقة الأمن 403
- فرقة الأمن 444
- فرقة الأمن 454
- فرقة المشاة 707

كانت جميع فرق الأمن باستثناء الفرقة 325 على الجبهة الشرقية.  

## الحواشي
1. 1 2 3  Williamson, Gordon. (2014). German security and police soldier 1939-45. Osprey Pub. ص. 15. ISBN:9781782000075. OCLC:869386216. مؤرشف من الأصل في 2019-12-08.
2. ↑  Stepherd, Ben H. (2017). Hitler's soldiers : the German Army in the Third Reich. Yale University Press. ص. 174. ISBN:9780300228809. OCLC:1001820837. مؤرشف من الأصل في 2019-12-08.